# Harlequin Football Club (féminines)
Ne doit pas être confondu avec Harlequin Football Club.
Actualités
Le Harlequin Football Club est un club féminin de rugby à XV basé à Twickenham, dans l'agglomération du Grand Londres. C'est la section féminine du club homonyme. Fondé en 1995, le club dispute la Premiership Women's Rugby, la première division anglaise.

## Histoire
Les Harlequins Ladies ont été fondées en 1995 comme la section féminine du Harlequins FC. Elles évoluent en deuxième division, obtiennent une promotion en première division en 2000, puis sont reléguées après une refonte des championnats gérés par la RFU.
En 2016, les Harlequins annoncent un partenariat avec le club de première division des Aylesford Bulls Ladies. L'accord prévoit que les Aylesford Bulls font partie du club des Harlequins, jouent avec les couleurs des Harlequins, mais gardent leur nom. Les matchs à domicile sont partagés entre Ayslesford, dans le Kent, et le Twickenham Stoop. Toutefois l'équipe première va ensuite prendre ses quartiers au Surrey Sports Park de l'université de Surrey à Guildford.
En 2017, à la formation de la nouvelle ligue professionnelle, les Harlequins Ladies obtenaient un ticket d'entrée dans la compétition qui allait s'appeler Premier 15s. À cette occasion, les Harlequins absorbaient complètement les Aylesford Bulls Ladies et reprenaient ainsi leur nom d'origine.
En juillet 2019, le club change de nom pour devenir les Harlequins Women.
En 2021, l'équipe réserve déménage au Hampton Wick Royal Cricket Club et forme le Harlequins Amateurs Women. La même année, les Quins deviennent championnes d'Angleterre pour la première fois, après deux échecs en finale contre les Saracens.
Le club fournit six joueuses à l'équipe d'Angleterre qui arrive en finale de la Coupe du monde 2021 en Nouvelle-Zélande.
En 2023, pour la première fois, les Quins ne se qualifient pas pour la phase finale.
Au mois de décembre 2023, le club établit le record mondial de spectateurs pour un match de clubs féminins : 16 237 personnes assistent à la rencontre face à Gloucester Hartpury (club connu pour être suivi en déplacement par ses supporters) dans le grand stade de Twickenham. L'équipe finit à la septième place, son plus mauvais classement depuis la création de la ligue.
Au mois de décembre 2024, les Harlequins battent leur record de l'année précédente : 18 055 spectateurs assistent à leur rencontre face à Leicester (42-17).

## Palmarès

### Trophées
- Championnes d'Angleterre : 2021
- Finalistes : 2018, 2019

### Bilan par saison
| Saison    | Classement | Compétition                       | Pts | MJ | V  | N | D  | PM  | PE  | Diff | B  | Phase finale                                      |
| --------- | ---------- | --------------------------------- | --- | -- | -- | - | -- | --- | --- | ---- | -- | ------------------------------------------------- |
| 2017-2018 | 2e         | Tyrrells Premier 15s              | 76  | 18 | 15 | 0 | 3  | 674 | 289 | +385 | 16 | Finalistes (20-24 contre les Saracens)            |
| 2018-2019 | 2e         | Tyrrells Premier 15s              | 77  | 18 | 15 | 1 | 2  | 733 | 246 | +487 | 15 | Finalistes (17-33 contre les Saracens)            |
| 2019-2020 | 2e         | Tyrrells Premier 15s              | 57  | 12 | 11 | 0 | 1  | 603 | 140 | +463 | 13 | saison annulée à cause de la pandémie de Covid-19 |
| 2020-2021 | 2e         | Allianz Premier 15s               | 73  | 18 | 14 | 1 | 3  | 631 | 181 | +450 | 15 | Championnes (25-17 contre les Saracens)           |
| 2021-2022 | 4e         | Allianz Premier 15s               | 61  | 18 | 12 | 0 | 6  | 579 | 309 | +270 | 13 | Demi-finale (10-30 contre Saracens)               |
| 2022-2023 | 5e         | Allianz Premier 15s               | 55  | 18 | 10 | 1 | 7  | 628 | 407 | +221 | 13 | non qualifiées                                    |
| 2023-2024 | 7e         | Allianz Premiership Women's Rugby | 29  | 16 | 4  | 1 | 11 | 403 | 513 | -110 | 11 | non qualifiées                                    |
| 2024-2025 | 3e         | Premiership Women's Rugby         | 55  | 16 | 11 | 0 | 5  | 446 | 359 | +87  | 11 | Demi-finale (24-32 contre Saracens)               |